# Marathon van Nagoya 2006
De marathon van Nagoya 2006 werd gelopen op zondag 12 maart 2006. Het was de 27e editie van de marathon van Nagoya. Alleen vrouwelijke elitelopers mochten aan de wedstrijd deelnemen. De Japanse Harumi Hiroyama kwam als eerste over de streep in 2:23.26.

## Uitslagen
| rang   | naam             | land | tijd    |
| ------ | ---------------- | ---- | ------- |
| Goud   | Harumi Hiroyama  | JPN  | 2:23.26 |
| Zilver | Yoko Shibui      | JPN  | 2:23.58 |
| Brons  | Chika Horie      | JPN  | 2:28.01 |
| 4      | Alina Gherasim   | ROU  | 2:29.30 |
| 5      | Yuko Machida     | JPN  | 2:29.48 |
| 6      | Yasuko Hashimoto | JPN  | 2:29.53 |
| 7      | Ayumi Hayashi    | JPN  | 2:29.59 |
| 8      | Hiromi Ominami   | JPN  | 2:30.23 |
| 9      | Mulu Seboka      | ETH  | 2:30.41 |
| 10     | Mika Hikichi     | JPN  | 2:31.03 |
| 11     | Alina Ivanova    | RUS  | 2:32.23 |
| 12     | Maya Nishio      | JPN  | 2:33.15 |
| 13     | Kazue Ogoshi     | JPN  | 2:34.08 |
| 14     | Miho Notagashira | JPN  | 2:35.49 |
| 15     | Nami Kurosawa    | JPN  | 2:36.26 |
| 16     | Emi Takagi       | JPN  | 2:37.19 |
| 17     | Kaori Tanabe     | JPN  | 2:37.30 |
| 18     | Akemi Ozaki      | JPN  | 2:38.04 |
| 19     | Yoshimi Hoshino  | JPN  | 2:38.34 |
| 20     | Hiromi Yamamoto  | JPN  | 2:40.42 |
| 21     | Rika Tabashi     | JPN  | 2:40.55 |
| 22     | Hiroko Sho       | JPN  | 2:42.45 |
| 23     | Saori Kawai      | JPN  | 2:43.40 |
| 24     | Megumi Takeuchi  | JPN  | 2:45.22 |
| 25     | Ayaka Mouri      | JPN  | 2:45.52 |

1984 ·
1985 ·
1986 ·
1987 ·
1988 ·
1989 ·
1990 ·
1991 ·
1992 ·
1993 ·
1994 ·
1995 ·
1996 ·
1997 ·
1998 ·
1999 ·
2000 ·
2001 ·
2002 ·
2003 ·
2004 ·
2005 ·
2006 ·
2007 ·
2008 ·
2009 ·
2010 ·
2011 ·
2012 ·
2013 ·
2014 ·
2015 ·
2016 ·
2017